# Матющенко Василь Панасович
Василь Панасович Матющенко (26 лютого 1936, село Веселий Кут, Тальнівський район, Черкаська область) — український співак, заслужений працівник культури України. Чоловік співачки Діани Матющенко.

## Біографія
Народився в селі Веселий Кут на Тальнівщині. Його мати любила співати, мала гарний альт, співала в церковному хорі. Від неї Василь ще в дитинстві навчився старовинних українських пісень, які залюбки виконував ще у шкільному віці у клубі і вдома, коли приходили гості. Також чудово опанував художній свист. Після закінчення школи був призваний до радянської армії, був курсантом військового училища, але згодом через бажання навчитися гарно співати та отримати музичну освіту вступив до Канівського культурно-освітнього училища.
Після закінчення училища у 1959 році працював художнім керівником Будинку культури у селі Білашки Тальнівського району, інспектором районного відділу культури у Звенигородці.
Продовжив навчання на філологічному факультеті Черкаського державного педагогічного інституту, який закінчив у 1969 році.
Кар'єру професійного співака почав у 1970 році. Був солістом-вокалістом у Черкаському державному заслуженому українському народному хорі, виступав з Поліським ансамблем пісні і танцю «Льонок» Житомирської обласної філармонії. Працював співаком також у Вінницької обласній філармонії. У 1971 році вперше виступив у дуеті з Діаною Матющенко. З того часу вони співали лише разом. З 1977 до 1982 рр. працював разом з дружиною в Городищенському районному Палаці культури ім. С. С. Гулака-Артемовського. Василь Панасович був його художнім керівником, Діана Григорівна — хормейстером народного ансамблю пісні і танцю «Вільшанка». З 1995 по 2007 рр. був солістом-вокалістом вищої категорії в «ансамблі народної музики Росава» Черкаської обласної філармонії.

## Творчість
У 2010 році випущено компакт-диск «Співають Діана та Василь Матющенки» та пісенник «Любов і пісня — долі два крила», де вміщено матеріали про творчий шлях співаків, відгуки колег-митців про них.

### Найвідоміші пісні
- «Їхав козак містом»,
- «А я все не вірю» («Пісня про маму»).

## Відзнаки та нагороди
- Лауреат Першого Всеукраїнського телетурніру «Золоті ключі» (1979).
- Лауреат першої премії Першого Всеукраїнського радіоконкурсу «Золоті ключі» (1981).
- Заслужений працівник культури України (1982).
- Перша премія Міжнародного фестивалю «Мелодія двох сердець» у Палаці культури і мистецтв «Україна» в Києві (1999).
- У 2001 році нагороджений пам'ятним знаком «За заслуги перед містом» (Черкаси) III ступеня за багаторічну плідну працю по відродженню і пропаганді української народної пісні, велику благодійну діяльність, професійну майстерність та всенародне визнання, за вагомий внесок у розвиток культури і вокального мистецтва України та Черкащини.[1]
- Почесний громадянин Городища (2005).
- Орден «За заслуги» III ступеня (Україна) — за вагомий особистий внесок у розвиток національної культури і мистецтва, вагомі творчі здобутки і високий професіоналізм.[2]
- Лауреат Всеукраїнського фестивалю сімейної творчості «Родинні скарби України» (2015).
- Нагрудний знак «За заслуги перед Черкаською областю» (2016).